# Arellius Fuscus

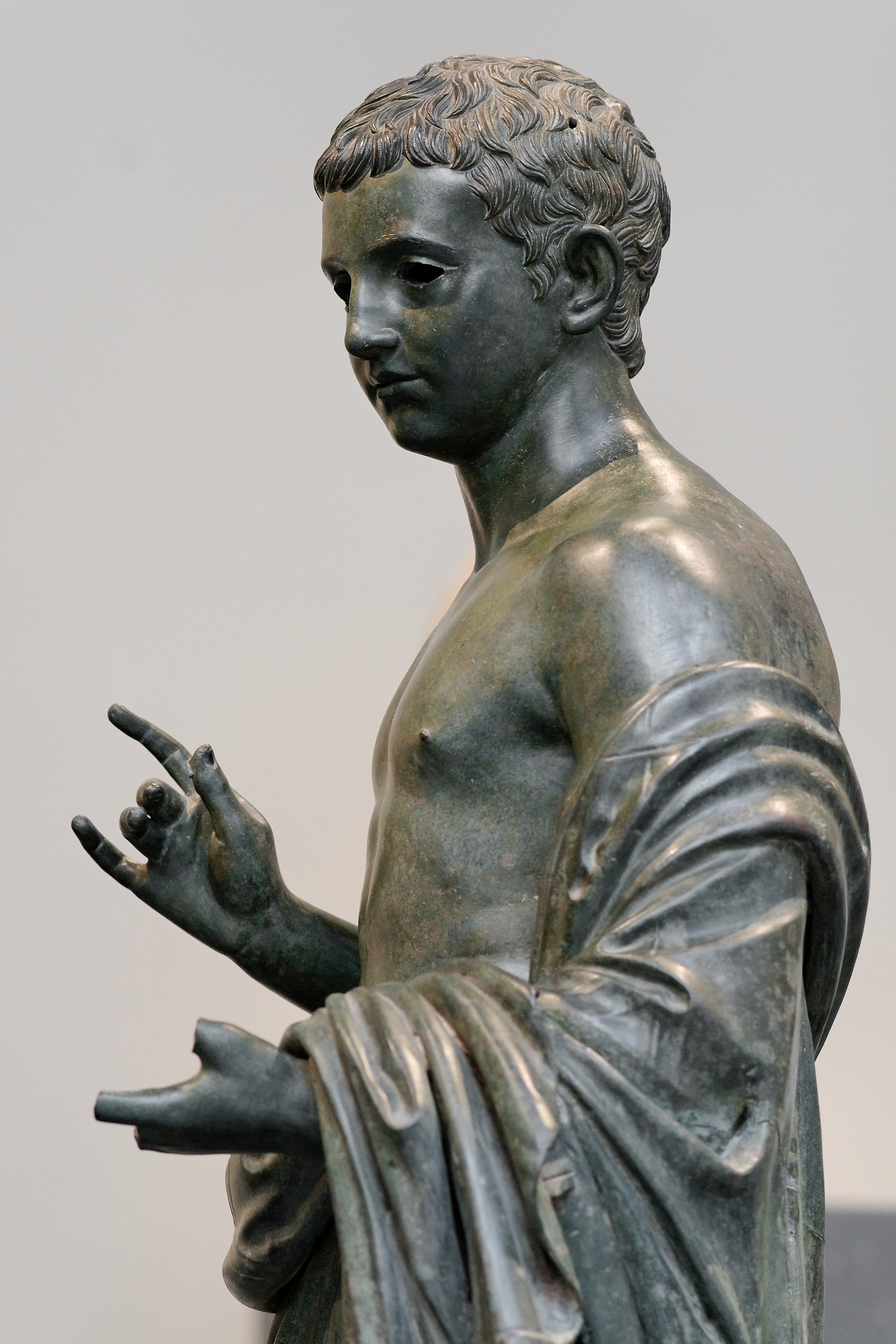
Bronzestatue eines römischen Adulescens beim Redevortrag, um Christi Geburt, New York, Metropolitan Museum of Art

Arellius Fuscus war in Rom ein römischer Lehrer der Beredsamkeit und Übungsredner im augusteischen Zeitalter (30 v. bis 14 n. Chr.). Berühmte Schüler waren Ovid und Papirius Fabianus, sein Einfluss blieb jedoch begrenzt. Einzige Quelle mit zahlreichen Proben seiner Redekunst ist Seneca der Ältere.

## Name
Bei Seneca findet sich neben Arellius Fuscus auch Fuscus Arellius oft nur das einfache Fuscus. Arellius ist der Gentilname, Fuscus ist das Cognomen, ein Praenomen ist nirgends gesetzt. Häufig ist pater (Vater) hinzugefügt: Arellius Fuscus pater. Eine differenzierende Funktion des pater ist nicht erkennbar, zumal andere Epitheta fehlen. Deutungen sind spekulativ: War er wie ein Vater für seine Schüler? Hatte er einen Sohn, der ebenfalls die Redeschule besuchte? Handelt es sich um einen Ehrentitel?

## Zeitliche Einordnung
Zeitgenossen waren Seneca der Ältere (54 v. bis 39 n. Chr.) und sein Gegenpart Marcus Porcius Latro († 4 v. Chr.).
Terminus ante quem für sein Geburtsjahr: Fuscus erklärt etwas und Seneca bemerkt: „Ich erinnere mich, dass nichts so bekannt war wie diese Erklärungen (explicationes) des Fuscus, als ich (Seneca) ein junger Mann war …“ Seneca wurde 54 v. Chr. geboren, Fuscus war der Ältere, wurde also vor 54 geboren.
Terminus post quem für sein Todesjahr: Fuscus ist mit Porcius Latro an einer kontroversen Deklamation zu einer Adoptionsfrage beteiligt und Seneca bemerkt, dass „Augustus und Agrippa zuhörten und dass in jenen Tagen offenbar wurde, dass Augustus seine eigenen Großkinder, die Söhne des Agrippa, Lucius und Gaius, adoptieren wollte.“ Die Adoption erfolgte 17. v. Chr., folglich ist Fuscus erst nach 17 v. gestorben.

## Leben
Über sein Leben ist nichts bekannt. Da er auch auf Griechisch deklamierte, könnte er von Geburt Grieche gewesen sein, wobei unklar bliebe, wie er zum römischen Namen kam. Auch aus dem pater (siehe oben: Name) lässt sich keine familiäre Situation ableiten. Seneca beschränkt sich bei seinen Bemerkungen auf Fuscus' Redebeiträge und rhetorische Betrachtungen. Er hebt dessen Popularität hervor und erinnert sich an Beiträge, „die jeder von uns in einer anderen Tonlage, und ebenso jeder in seinem Rhythmus ertönen ließ.“ Ob er eine eigene Rhetorenschule besaß, bleibt offen.
Der von Plinius dem Älteren erwähnte Aurelius Fuscus, der wegen unerlaubten Umgangs mit Schülern aus dem Ritterstand entlassen wurde, kann aus zeitlichen Gründen nicht mit Arellius Fuscus identisch gewesen sein.

## Redestil
Seneca beschreibt und kritisiert ihn als typischen Vertreter des damals beliebten, überschwänglichen Stils des Asianismus: „Die Darstellung des Arellius Fuscus war gewiss prachtvoll, aber bemüht und verworren, der Redeschmuck allzu gewählt … Höchste Ungleichheit der Rede, die bald dürftig war, bald durch allzu große Freizügigkeit ausschweifend und übertrieben … in Beschreibungen wurde außerhalb der Regel Freiheit gewährt allen Worten, insofern sie glänzten. Nichts war scharfsinnig, nichts solide, nichts schmucklos (einfach und schlicht); die Rede war glanzvoll und eher überladen (geziert und ausschweifend) als anmutig (ergötzlich, fruchtbar).“
Um seiner Rede Nachdruck zu verleihen, setzte er dem Asianismus entsprechend üppig rhetorische Figuren ein. Ein von Seneca dem Älteren genanntes Beispiel enthält Anapher (fett), Alliteration (Unterstrich), Parallelismus (kursiv) und Homoioteleuton (Unterstrich): Ego vos expositos sustuli, ego educavi, ego aegrotantibus assedi.
Doch neben seiner Kritik hat Seneca durchaus Lob für Fuscus übrig, besonders für die Suasorien, für deren thematische Entfaltungen (explicationes) und Beschreibungen (descriptiones). Davon gibt er Proben, um zu zeigen, „wie brillant oder wie beherzt Fuscus redete.“

## Schüler
Durch seine Popularität gewann Fuscus viele Schüler. Er trainierte mit Ovid und dem Philosophen und Rhetor Papirius Fabianus. Er erteilte ihnen Aufgaben, deklamierte vor und mit ihnen.

### Ovid
Obwohl er ein „Bewunderer des Latro  war … deshalb einer anderen Stilrichtung anhing“, hörte er Fuscus, deklamierte unter dessen Aufsicht und erlernte bei ihm poetische Techniken. Grund dafür könnte gewesen sein, dass Fuscus seine Reden rhetorisch stark durchstilisierte (siehe oben: Redestil), mit Dichterzitaten ausschmückte und für die Schilderung von Örtlichkeiten, Verhältnissen, Seelenzuständen ein unzweifelhaftes Talent besaß. All das kam dem werdenden Dichter entgegen, er konnte bei Fuscus also etwas lernen.
Der Topos des begabten Wunderkinds: „… was ich (Ovid) versuchte zu schreiben, wurde ein Vers“,
wird von Seneca noch darin gesteigert, dass Ovid seinen Lehrer im Deklamieren übertroffen haben soll: „7 Ich erinnere mich, dass diese Kontroverse (über einen Familienstreit) von Ovid 8 deklamiert wurde bei dem Rhetor Arellius Fuscus, dessen Hörer er war … Jener (Ovid) hatte eine gefällige und anmutige und liebenswerte Begabung. Seine Rede konnte schon damals als nichts anderes angesehen werden als ein flüssiges Gedicht … Diese Kontroverse deklamierte er gewiss vor Arellius Fuscus, und wie es mir schien, bei weitem geistreicher (als sein Lehrer) …“ Fuscus' Lehrangebot hatte seine Grenzen, Ovid lässt ihn in seinen Schriften unerwähnt.

### Papirius Fabianus
Fabianus ist zuerst begeistert von Fuscus und nutzt wie Ovid dessen Stärken, die rhetorisch eingebauten Beschreibungen (descriptiones): „1 Er (Fabianus) übte bei Arellius Fuscus, dessen Art des Redens (Stil) er nachahmte …  3 Kein anderer (als Fabianus) beschrieb wortreicher das Aussehen von Gegenden, den Verlauf von Flüssen und die Lage von Städten und den Lebenswandel von Völkerschaften …“ Fabianus war ein gefolgsamer Schüler und lernte viel bei ihm.
Trotz seiner Begeisterung wechselte er den Lehrer. Fuscus schien nicht mehr en vogue zu sein, der asianische Stil hatte sich überlebt: „1 … später wandte er (Fabianus) mehr der Mühe auf, der Ähnlichkeit mit ihm (Fuscus) zu entkommen … 5 Er hatte auch den Redner Blandus als Lehrer … Bei Blandus studierte er länger als bei Fuscus Arellius, aber da war er schon (zu Blandus) übergelaufen …“

### Sekundärliteratur
- Julius Brzoska: Arellius 3. In: Paulys Realencyclopädie der classischen Altertumswissenschaft (RE). Band II,1, Stuttgart 1895, Sp. 635–637 (konzentrierte Auswertung des Kommentars von Lindner 1862).
- Ferdinand Gustav Lindner: De Arellio Fusco commentatio. Aufsatz im „Programm“ des Magdalenäum als Einladung „Zur öffentlichen Prüfung der Schüler“. Grass, Barth. u. Comp., Breslau 1862 (ausführliche Untersuchung der Quellen mit Kommentar zu den Redebeispielen auf Lateinisch; Digitalisat).
- Wilhelm Siegmund Teuffel: Geschichte der Römischen Literatur. 5. Auflage, Band 1, Teubner, Leipzig 1890, § 268, S. 639–640 (Auswahl von Zitaten zur Beurteilung des Stils).
- Jörg Rüpke: Fuscus, Aurellius. In: Der Neue Pauly (DNP). Band 4, Metzler, Stuttgart 1998, ISBN 3-476-01474-6, Sp. 723–724.
- Bart Huelsenbeck: Figures in the Shadow. The Speech of Two Augustan-Age Disclaimers, Arellius Fuscus and Papirius Fabianus. De Gruyter, Berlin/Boston 2018.